# Absaroka
Absaroka é também um nome alternativo para uma tribo nativa ameríndia, os Crow.

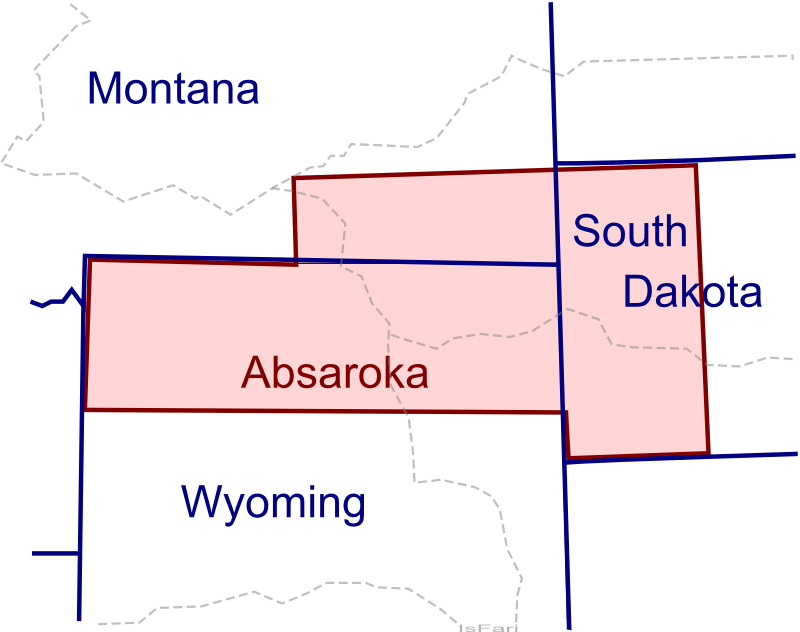
Localização do estado proposto de Absaroka

Absaroka era uma área nos Estados Unidos da América, que incluía parte dos actuais estados de Montana, Dakota do Sul e Wyoming, que pretendeu a secessão e o estatuto de estado dos EUA em 1939. Um dos líderes do movimento secessionista foi A. R. Swickard, que se autointitulava "governador" e concedia audiências na "capital" que era Sheridan. Houve emissão de placas de matrícula, e a eleição de uma "Miss Absaroka 1939".
O movimento não teve o êxito desejado e desfez-se pouco depois.